# Saint-Denis (Gard)
Saint-Denis település Franciaországban, Gard megyében. Lakosainak száma 292 fő (2022. január 1.). Saint-Denis Allègre-les-Fumades, Potelières, Rivières, Rochegude és Saint-Victor-de-Malcap községekkel határos.

## Népesség
A település népessége az elmúlt években az alábbi módon változott:
| Lakosok száma | 176  | 177  | 190  | 208  | 273  | 289  | 294  | 288  | 292  | 292  |
|               | 1968 | 1982 | 1990 | 2006 | 2013 | 2015 | 2017 | 2019 | 2020 | 2022 |